# Miloslav Štusák
Poručík Miloslav Štusák (14. března 1911 Česká Třebová – 27. února 1943 Brest), byl československý stíhací pilot bojující za druhé světové války v řadách Royal Air Force proti nacistickému Německu.
Je nositelem vyznamenání Československý válečný kříž 1939

## Životopis
Narodil se 14. srpna 1912 v České Třebové ve čtvrti U kostelíčka. V roce 1917 začal navštěvovat obecnou školu, po absolvování měšťanské školy pokračoval v roce 1927 ve studiu na státní škole pro učitele v Bratislavě. Po závěrečných zkouškách v roce 1933 působil jako učitel v různých školách na Slovensku.
Na podzim roku 1936 nastoupil vojenskou službu a začátkem ledna 1937 absolvoval základní letecký výcvik v Leteckém učilišti v Prostějově. Koncem roku byl povýšen do hodnosti poručík - letec a na jaře 1938 odešel do zálohy.
Po odchodu z armády působil jako učitel ve Zvolenu a poté v Bratislavě. Po rozbití republiky se rozhodl zapojit do zahraničního odboje. Po přechodu slovensko-maďarské hranice, který se mu podařil až na druhý pokus, se bez dalších problémů v lednu 1940 dostal do Bělehradu. Odtud odjel organizovaným transportem přes Turecko a Syrii do Bejrútu.
Začátkem února odjel z Bejrútu francouzskou lodí, která po zastávce v Alžíru přistála 7. února v Marseille. Následně se dostal do československého vojenského tábora v Agde a 9. února se již účastnil běžného života československých jednotek ve Francii. Dne 7. března 1940 složil vojenskou přísahu a byl převelen k 1. letecké skupině pod velením štkp. Schejbala, kde
v rámci výcviku plnil úkoly při přecvičování na francouzskou leteckou techniku na letounech MS-23O a MS-4O6, až do kapitulace Francie.